# Епке Зондерланд
Епке Зондерланд  (нід. Epke Zonderland, 16 квітня 1986) — нідерландський гімнаст, олімпійський чемпіон, багаторазовий чемпіон та призер чемпіонатів світу та Європи у вправі на поперечині.
Найкращий спортсмен Нідерландів 2009, 2011, 2012 та 2013 років.

## Біографія
Дружина Лінда, сини Берт (2018 року народження) та Ян (2021 року народження).
Закінчив медичний факультет Гронінгенського університету. В 2017 році продовжив медичну практику лікаря на військовій авіабазі в Леувардені, Нідерланди. Вважає, що його публічність та відомість допомагає налагодити контакт з пацієнтами.
Центр гімнастики в Геренвені було названо на честь Епке після здобуття першої в історії Нідерландів перемоги на Олімпійських іграх 2012  в спортивній гімнастиці.

## Спортивна кар'єра
Почав відвідувати секцію спортивної гімнастики в клубі ДОС в Леммері, Нідерланди, у чотирирічному віці через тренування старших братів та сестер. Його брати Герре та Йохан представляли Нідерланди на міжнародних турнірах: Герре брав участь у п'яти чемпіонатах світу протягом 2001-2009 рр., а Йохан — в чемпіонаті Європи 2004 року в Любляні, Словенія.
2021
Відбір на Олімпійські ігри 2020 у Токіо, Японія, здійснював через серію етапів кубка світу, де після восьми етапів поділив першу сходинку з японським гімнастом Гідетака Міячі, однак за показником меншої суми місць (3 проти 4) здобув особисту ліцензію на Літні Олімпійські ігри 2021 у Токіо, Японія.
Через постійні проблеми зі шлунком та кишкою не мав можливості та сил набрати необхідної спортивної форми на Олімпійські ігри в Токіо, Японія, навіть розглядав можливість зняття зі змагань. У кваліфікаційному раунді змагань виконав вправу на поперечині без падінь, однак отримав за виконання 7,533 бали та з результатом 13,833 бали зупинився поза фіналом вправи на 23 позиції.
Після кваліфікації оголосив про завершення спортивної кар'єри.

## Результати на турнірах
| Рік  | Змагання                | КБ | ІБ | Вільні вправи | Кінь | Кільця | Опорний стрибок | Паралельні бруси | Перекладина |
| ---- | ----------------------- | -- | -- | ------------- | ---- | ------ | --------------- | ---------------- | ----------- |
| 2008 | Олімпійські ігри        |    |    |               |      |        |                 |                  | 7           |
| 2009 | Чемпіонат світу         |    |    |               |      |        |                 |                  | 2           |
| 2010 | Чемпіонат світу         |    |    |               |      |        |                 |                  | 2           |
| 2011 | Чемпіонат світу         |    |    |               |      |        |                 |                  | 5           |
| 2012 | Олімпійські ігри        |    |    |               |      |        |                 |                  | 1           |
| 2013 | Чемпіонат світу         |    |    |               |      |        |                 | 5                | 1           |
| 2014 | Чемпіонат Європи        | 6  |    |               |      |        |                 | 3                | 1           |
| 2014 | Чемпіонат світу         |    |    |               |      |        |                 |                  | 1           |
| 2015 | Чемпіонат Європи        |    |    |               |      |        |                 |                  | 23          |
| 2015 | Чемпіонат світу         | 11 |    |               |      |        |                 |                  |             |
| 2016 | Олімпійські ігри        | 10 |    |               |      |        |                 |                  | 7           |
| 2017 | Чемпіонат світу         |    |    |               |      |        |                 |                  | 2           |
| 2018 | Чемпіонат Європи        |    |    |               |      |        |                 |                  | 2           |
| 2018 | Чемпіонат світу         | 8  |    |               |      |        |                 |                  | 1           |
| 2018 | Кубок світу в Котбусі   |    |    |               |      |        |                 |                  | 1           |
| 2019 | Кубок світу в Мельбурні |    |    |               |      |        |                 |                  | 2           |
| 2019 | Кубок світу в Баку      |    |    |               |      |        |                 |                  | 1           |
| 2019 | Кубок світу в Досі      |    |    |               |      |        |                 |                  | 7           |
| 2019 | Чемпіонат Європи        |    |    |               |      |        |                 |                  | 1           |
| 2019 | Чемпіонат світу         | 19 |    |               |      |        |                 |                  |             |
| 2020 | Кубок світу в Мельбурні |    |    |               |      |        |                 |                  | 1           |
| 2020 | Кубок світу в Баку*     |    |    |               |      |        |                 |                  | 2           |
| 2021 | Чемпіонат Європи        |    |    |               |      |        |                 |                  | 14          |
| 2021 | Олімпійські ігри        |    |    |               |      |        |                 |                  | 23          |

*результати встановлено за підсумками кваліфікації

## Виступи на Олімпіадах
| Олімпіада   | Дисципліна       | Місце             |
| ----------- | ---------------- | ----------------- |
| Пекін 2008  | абсолютний залік | 98 (кваліфікація) |
| Пекін 2008  | перекладина      | 7                 |
| Лондон 2012 | паралельні бруси | 18 r1/2           |
| Лондон 2012 | перекладина      | 1                 |
| Ріо 2016    | командний залік  | 10 (кваліфікація) |
| Ріо 2016    | перекладина      | 7                 |